# Jonah Hauer-King
Jonah Andre Hauer-King (Westminster, Londres, 31 de mayo de 1995) es un actor británico. Hauer-King ha protagonizado las películas The Last Photograph (2017) y A Dog's Way Home (2019), y ha aparecido en las miniseries de televisión Howards End (2017) y Little Women (2017).

## Vida y carrera
Hauer-King nació en Westminster, Londres, hijo de Debra Hauer, productora de teatro y terapeuta, y Jeremy King, un restaurador londinense. Hauer-King fue criado como judío. Sus abuelos maternos dejaron Varsovia en los años treinta.
Después de asistir al Eton College, fue al St John's College, Cambridge, y se graduó en teología y estudios religiosos.
Su primer papel protagonista fue en The Last Photograph de Danny Huston, que se estrenó en el Festival Internacional de Cine de Edimburgo. Interpretó a Laurie en la versión de Little Women de la BBC, protagonizó como Andrius Aras en la película Ashes in the Snow (2018), como David en Postcards from London (2018), y como Lucas en la película A Dog's Way Home (2019). Su más reciente largometraje fue interpretando a Harry Chase en el drama World on Fire (2019). King también apareció en la película para televisión Agatha and the Curse of Ishtar. El 12 de noviembre de 2019, se anunció que King interpretaría al Príncipe Eric en el próximo remake de acción en vivo de La Sirenita.

## Filmografía

### Cine
| Año  | Título                            | Papel         | Notas        |
| ---- | --------------------------------- | ------------- | ------------ |
| 2014 | The Maiden                        | AC            | Cortometraje |
| 2014 | Blue                              | Kool Klown    | Cortometraje |
| 2015 | Holding on for a Good Time        | Johnnie       | Cortometraje |
| 2016 | Regardez                          | Byron         | Cortometraje |
| 2017 | The Last Photograph               | Luke Hammond  |              |
| 2018 | Postcards from London             | David         |              |
| 2018 | Old Boys                          | Winchester    |              |
| 2018 | Ashes in the Snow                 | Andrius Aras  |              |
| 2019 | A Dog's Way Home                  | Lucas         |              |
| 2019 | The Song of Names                 | Dovild        |              |
| 2019 | Once Upon a Time in Staten Island | Christian     |              |
| 2023 | La Sirenita                       | Príncipe Eric |              |

### Televisión
| Año       | Título                         | Papel           | Notas                  |
| --------- | ------------------------------ | --------------- | ---------------------- |
| 2017      | Howards End                    | Paul Wilcox     | 2 episodios            |
| 2017      | Little Women                   | Laurie Laurence | 3 episodios            |
| 2019—2023 | World on Fire                  | Harry Chase     |                        |
| 2019      | Agatha and the Curse of Ishtar | Max Mallowan    | Película de televisión |